# ایزواوژنول
ایزواوژنول (به انگلیسی: Isoeugenol) با فرمول شیمیایی C10H12O2 یک ترکیب شیمیایی با شناسه پاب‌کم 7338 است. که جرم مولی آن 164.201 می‌باشد. شکل ظاهری این ترکیب، مایع روغنی است.